# The North Stands for Nothing
The North Stand for Nothing è l'EP di debutto della band metalcore britannica While She Sleeps, pubblicato dalla Smalltown Records il 26 luglio 2010, per poi riuscire in una versione deluxe con il brano Be(lie)ve come traccia bonus nel 2011.
La band ha registrato l'album in un home studio tra gennaio e aprile 2010.

## Tracce
1. The North Stands for Nothing – 4:24
2. Trophies – 0:41
3. Crows – 3:20
4. My Conscience, Your Freedom – 3:37
5. Lost Above the Arches – 1:23
6. Proud of the Demon in Me – 4:02
7. The Truth – 2:28
8. Hearts Aside Our Horses – 4:04

1. Be(lie)ve – 3:24